# 北海道道148号钏路西交流道线
北海道道148号钏路西连络线（日语：北海道道148号釧路西インター線）是一条位于北海道钏路市内的主要道级道路（北海道道）。現在建設中。

## 路線数据
- 起点：北海道釧路市星浦大通1丁目（＝国道38号交点）
- 終点预定地：北海道釧路市北園（＝道東自動車道 釧路IC<暂称>）
- 总長：0.0千米（未供用長0.9千米）
- 共线区间：釧路市星浦大通1丁目 - 釧路市鶴野（北海道道113号釧路環状線）

## 经过的自治体
- 钏路综合振兴局
  - 釧路市

## 历史
- 1994年4月1日 路線勘定 （路線编号1111）。
- 1994年10月1日 路線编号变更。

勘定之前为道道钏路西港线的一部分。

## 其他
- 仅存在重複路段，尚未开通单独路段。